# Melissa Buhl
Melissa Buhl (Chandler, 25 de enero de 1982) es una deportista estadounidense que compitió en ciclismo de montaña en la disciplina de campo a través para cuatro. Ganó tres medallas en el Campeonato Mundial de Ciclismo de Montaña entre los años 2007 y 2009.

## Palmarés internacional
| Campeonato Mundial | Campeonato Mundial         | Campeonato Mundial | Campeonato Mundial    |
| Año                | Lugar                      | Medalla            | Competición           |
| ------------------ | -------------------------- | ------------------ | --------------------- |
| 2007               | Fort William (Reino Unido) | Medalla de bronce  | Campo a través para 4 |
| 2008               | Val di Sole (Italia)       | Medalla de oro     | Campo a través para 4 |
| 2009               | Camberra (Australia)       | Medalla de bronce  | Campo a través para 4 |